# Shahin Novrasli
Shahin Novras oglu Novrasli (en azerí: Şahin Növrəs oğlu Növrəsli; Bakú, 10 de febrero de 1977) es un pianista de jazz y compositor de Azerbaiyán.

## Biografía

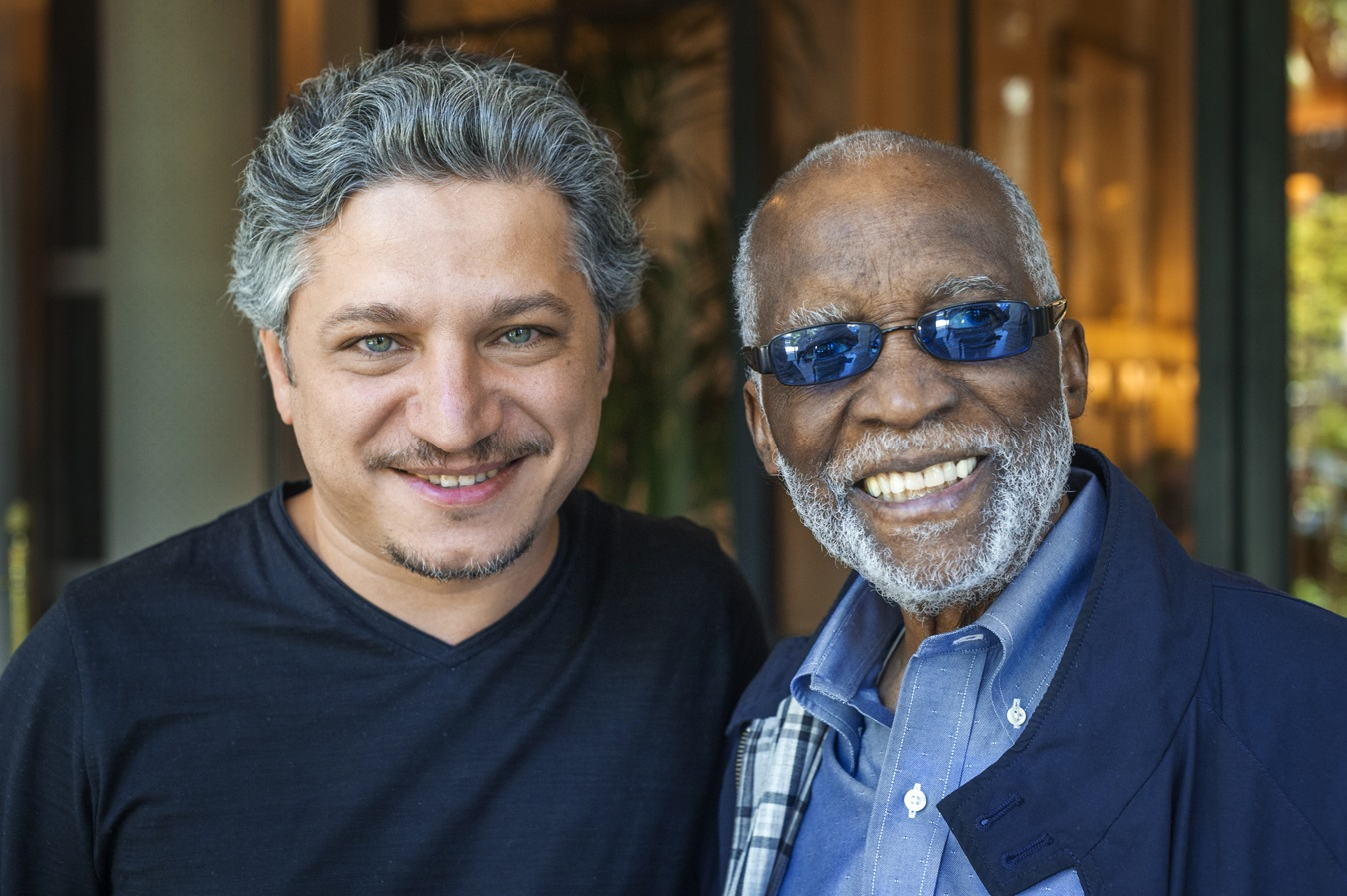
Shahin Novrasli con Ahmad Jamal

Shahin Novrasli nació el 10 de febrero de 1977 en Bakú. 
A una temprana edad demostró un gran interés en la música. Su primer interpretación tuvo lugar a los 11 años en la Filarmónica Estatal de Azerbaiyánen el concierto de orquesta sinfónica del compositor Azer Rzayev. Después de graduarse de la escuela de música estudió en la Academia de Música de Bakú.
A partir de 1997 Shahin Novrasli comenzó a interpretar en los conciertos en Estados Unidos y Europa. Participó en varios festivales de jazz en Italia, Rusia, Turquía, Francia, Suiza, Canadá.
El momento más significativo de su carrera fue el encuentro con Ahmad Jamal. También coprodujo su álbum de 2017 "Emanation", que recibió el premio como "Mejores álbumes de jazz de 2017" en Reino Unido.

## Premios y títulos
- Artista de Honor de Azerbaiyán (2011)